# Holly McQuillan
 (mai 2020).
Holly McQuillan est une créatrice néo-zélandaise spécialisée dans le patron de vêtements zéro déchet et le courant de mode Zero Waste, dans lequel elle est considérée comme « l'une des principales promotrices ». Elle est maître de conférences en design au College des arts créatifs de l'Université Massey et co-auteure avec Timo Rissanen du livre Zero Waste Fashion Design. Elle est titulaire d'un Bachelor et d'un Master de Design de l'Université Massey. Actuellement, elle réalise un doctorat en Suède sur la conception textile durable à l'université de Borås . 
Holly McQuillan et Jennifer Whitty co-fondent Space Between. Elles associent un modèle économique « durable » et le design de mode au sein de leur plate-forme d’entreprenariat à innovation sociale. En 2015, le musée Te Papa Tongarewa en Nouvelle-Zélande fait l'acquisition d'une des collections de vêtements recyclés de la gamme Space Between Fundamentals. 
En 2015, la galerie ObjectSpace à Auckland, en Nouvelle-Zélande, présente une exposition de vêtements expérimentaux zéro déchet et modifiables de sa collection Make/Use. Make/Use est un système zéro déchet accessible et modifiable par l'utilisateur en open-source.